# Maskarade
Maskarade er en opera i tre akter af Carl Nielsen til libretto af Vilhelm Andersen efter komedier af Ludvig Holberg.
Planerne om at gøre Holbergs klassiske komedie fra 1724 til en opera buffa blev mødt med forfærdelse i danske litterære kredse, men operaen opnåede hurtigt popularitet og blev endda mere populær end Holbergs komedie. Nielsen var ikke helt tilfreds med operaen, særlig på grund af de to sidste akter, men han nåede ikke at revidere værket. Ouverturen og balletten fra tredje akt opføres ofte som orkestrale uddrag.
"Jeronimus' sang" ("Fordum var her Fred paa Gaden") er optaget i Højskolesangbogen.

## Opførelseshistorie
Operaen er komponeret 1904-1906 og blev uropført på Det Kongelige Teater den 11. november 1906.[kilde mangler]
Premieren blev en enorm succes.
Den amerikanske premiere blev dirigeret af Igor Buketoff med St. Paul Opera i Minnesota. Operaen nåede New York første gang i 1983, hvor den blev sat op af Bronx Opera Company. Operaen er i de senere år blevet opført ved Bregenzer Festspiele i august 2005 og på Royal Opera House i London i september samme år.; begge steder var operaen instrueret af David Poutney.

## Roller
Originalbesætning, d. 11. november 1906 (Dirigent: Carl Nielsen)
| Rolle                                            | Stemmetype  | Indehaver       |
| ------------------------------------------------ | ----------- | --------------- |
| Jeronimus, borger i København                    | Basbaryton  | Karl Mantzius   |
| Magdelone, Jeronimus' kone                       | Alt         | Jonna Neiiendam |
| Leander, Jeronimus' søn                          | Tenor       | Hans Kierulf    |
| Henrik, Leanders kammertjener                    | Baryton     | Helge Nissen    |
| Arv, Jeronimus' tjener                           | Tenor       | Lars Knudsen    |
| Leonard, en herre fra Slagelse                   | Basbaryton  | Peter Jerndorff |
| Leonora, Leonards datter                         | Sopran      | Emilie Ulrich   |
| Pernille, Leonora tjenestepige                   | Mezzosopran | Ida Møller      |
| En maskesælger                                   | Baryton     | Hofman          |
| Vagtmesteren ved maskaraden                      | Bas         | Carlsen         |
| En magister                                      | Bas         | C. Madsen       |
| En vægter                                        | Bas         | Heeberg         |
| Maskarademesteren                                | Bas         | Alb. Petersen   |
| Maskaradedeltagere, studerende, piger, officerer |             |                 |

## Synopsis
Tid: Forår 1723
Sted: København
Leander og Leonora, to unge mennesker, mødes tilfældigt ved en maskerade, sværger hinanden evig kærlighed og udveksler ringe. Dagen derpå fortæller Leander sin tjener, Henrik, om sin nyfundne kærlighed. Han bliver fortvivlet, da Henrik minder ham om, at hans forældre har lovet at gifte ham med Leonards datter, Leonora. Leonard kommer og beklager over for Leanders far, Jeronimus, at hans datter er blevet forelsket i en ung person, hun har mødt på maskaraden. Om aftenen sniger alle sig – da Jeronimus officielt ikke bryder sig om maskarader – ud af huset.
På maskaraden afsløres det, at det var Leonora, som Leander mødte maskeret på maskaraden og vice versa, hvorefter alt ender lykkeligt.

## Eksterne links
- Link til Carl Nielsen Udgavens praktisk/videnskabelige digitale udgave:

- Maskarade, 1. Akt (Dansk/Engelsk)
- Maskarade, 2. Akt (Dansk/Engelsk)
- Maskarade, 3. Akt (Dansk/Engelsk)
- Maskarade, Kritisk beretning om udgivelsen

- Seckerson, Edward, "Drunk with Pleasure – Nielsen's Maskarade at Covent Garden", The Independent (London), 21. september 2005 kl Andante.com
- Carl Nielsen Selskabet:
- Diskografi
- Om kompositionen af operaen
- Information og en lydoptagelse på kulturministeriets internetside Arkiveret 5. december 2010 hos  Wayback Machine